# Неретвански канал
Неретвански канал је морски канал између југоисточног дела острва Хвар (од увале Смарска до рта Сућурај) и обале копна од Заострога до рта Међед са једне, и северне обале полуострва Пељешац (од рта Ловишће до рта Блаца), са друге стране. 
На југоисточном крају Неретванског канала, између копна и Пељешца, налази се подручје Мало море, а даље према југоистоку је Малостонски залив.